# The Dust of Egypt
The Dust of Egypt è un film muto del 1915 diretto da George D. Baker basato su The Dust of Egypt, un lavoro teatrale di Alan Campbell che aveva debuttato a Londra nel febbraio 1912.

## Trama
Tornato a casa brillo dopo la festa del suo fidanzamento, Geoffrey Lascelles si trova a dover fare la guardia a una mummia egiziana affidatagli dal suo amico Simpson, un archeologo dilettante. Addormentatosi, Geoffrey sogna che la mummia, ritornata in vita, sia la principessa Amenset. La sua vita (e il suo appartamento) sono sconvolti da quella esoterica presenza che provoca anche la gelosia di Violet, la fidanzata di Geoffrey. Amenset si trova alle prese con tutta una serie di diavolerie moderna, come il telefono o i fiammiferi che la fanno arrabbiare: per questo se la prende con Simpson che minaccia di avvelenare. Geoffrey, allora, la prende e la porta dove si trova la mummia. Quando Geoffrey si sveglia, si rende conto che è stato tutto un sogno e che della sua avventura non è rimasta che della polvere egiziana.

## Produzione
Il film fu prodotto dalla Vitagraph Company of America.

## Distribuzione
Distribuito dalla V-L-S-E, il film uscì nelle sale cinematografiche statunitensi il 4 ottobre 1915.